# Peperomia glabriramea
Peperomia glabriramea är en pepparväxtart som beskrevs av C. Dc.. Peperomia glabriramea ingår i släktet peperomior, och familjen pepparväxter. Inga underarter finns listade i Catalogue of Life.